# Glenarvon
Glenarvon es la primera novela de Lady Caroline Lamb. Causó sensación cuando fue publicada, en 1816. Ambientada durante la rebelión irlandesa de 1798, el libro satiriza al círculo de los Whig de Holland House, al tiempo que lanza una mirada escéptica sobre los politiqueos del ala izquierda. El libertino personaje que le da título, Lord Glenarvon, es un trasunto poco favorecedor de su examante, Lord Byron.

## Argumento
Glenarvon corrompe a la inocente recién casada Calantha (la misma Caroline), conduciéndolos a ambos a la ruina y la muerte. El retrato de su marido, William Lamb  (segundo vizconde de Melbourne desde 1828), llamado en el libro Lord Avondale, a pesar de tener también parte de la responsabilidad de las desgracias de Calantha: su biógrafo comenta que el mensaje del libro es que la culpa de los problemas de Caroline la tienen los demás. El libro está lleno de escenas melodramáticas extremadamente improbables: el pequeño hermano de Calantha, heredero a un ducado, es aparentemente asesinado por orden su tía Lady Margaret, para asegurarse de que su hijo heredara las propiedades; si bien más tarde se nos contará que el niño está vivo todavía.
Su sensacionalismo se suavizó en cierto modo en una segunda edición.

## Impacto
El libro fue un inmenso éxito entre los lectores, pero arruinó la ya cuestionable reputación de Lamb. A la alta Sociedad no le importaba demasiado leer sobre sus escarceos amorosos, pero se resintieron profundamente con sus agresivos y fácilmente reconocibles retratos en el libro, que eran su principal "gancho comercial". Una de las satirizadas, Lady Jersey, se vengó de ella excluyéndola del club Almack's, el centro de la vida a la moda, señal de que se había convertido, socialmente, en una marginada. Un biógrafo Melbourne comentó que Lamb nunca volvió a reintegrarse en la sociedad.
Holland House, en Kensington, un centro de la sociedad Whig, donde Lamb conoció a Lord Byron, aparece satirizada en el libro.

## Ecos literarios
- El nombre completo de personeje es Clarence de Ruthven. John Polidori utilizó a un vampiro llamado Lord Ruthven como caracterización de Lord Byron en su relato corto "El Vampiro", publicado en 1819.[8]
- En la novela del periodo Regencia Bath Tangle, de Georgette Heyer, a la heroína se le manda una copia de Glenarvon, que ella declara al mismo tiempo como "el libro más entretenido jamás escrito" y el más fárrago de sandeces más absurdo".[9] Tras un poco de charla sobre si ella misma es una inocente Calantha, se aporta una clave parcial del libro, al tomar a Lady Morganet como una mezcla de a de Lady Bessborough y laDuquesa de Devonshire.[10]